# Horrorcore
Horrorcore er betegnelsen for en bestemt type rap som stammer fra Memphis, USA. Genrens navn beskriver musikken meget passende, da tonen i horrorcore er præget af dystre og/eller hårde rap beats. Tekst mæssigt er genren ligeledes præget af det groteske og dystre som f.eks. mord, voldtægt, pædofili, satanisme, kannibalisme eller lignende. Genren er selvfinansieret, dvs. at stort set alle kunstnerne producerer, udgiver og indspiller i deres eget hjemmestudie. Dette medfører også, at langt det meste horrorcore produceres på et lavt budget.
Af horrorcore musikere kan rapperen Necro nævnes som en af de største. Serial Killin Records, ejet af Sicktanick tha Soulless, har samlet et hold af nogle af de mest anerkendte artister fra genren under et enkelt pladeselskab. Under dette pladeselskab findes Sicktanick, Razakel, Two Clipz, Stitch mouth, Bloodshot, Con-crete og Komatose.
Af danske kunstnere indenfor genren findes der bl.a. MC Clemens, CrackMordaZ og Autonome Alkoholikere. Det, som mange i Danmark vil forbinde horrorcore med, er sandsynligvis rapgruppen Suspekt. De fleste ville formodentlig mene, at Suspekts første album er horrorcore pga. den billige produktion og rå lyd, samt albummets dybt perverse tekster. 
Mens nogen mener, at den amerikanske rapper Eminems musik kan siges at være horrorcore, mener andre at skillelinien går langt længere henne. Derved kan det konkluderes, at det i grunden er relativt subjektivt, hvornår noget er horrorcore og hvornår det ikke er.